# Steve Slagle
Steve Slagle (Los Angeles, 18 september 1952) is een Amerikaanse saxofonist, fluitist en componist in de jazz.

## Biografie
Slagle groeide op in een suburb van Philadelphia. Hij studeerde aan Berklee College of Music en Manhattan School of Music. Tijdens zijn studietijd in Boston speelde hij samen met medestudenten als John Scofield, Joey Baron en Joe Lovano. Tevens werkte hij samen met de band van Stevie Wonder. In New York werkte hij met Machito. Hij trad op met o.m. Woody Herman en Cab Calloway en toerde en/of nam op met Ray Barretto, Steve Kuhn, Lionel Hampton en Brother Jack McDuff. Hij was lid van de groep van Carla Bley en trad op met Liberation Music Orchestra van Charlie Haden. Hij was muzikaal leider van de band van Ray Barretto en arrangeur en saxofonist van de Mingus Big Band waarmee hij twee albums opnam die werden genomineerd voor een Grammy. Hij speelde in verschillende bands van Joe Lovano. Een album van Lovano waarop hij meespeelt kreeg een Grammy, 52nd Street Themes.
Midden jaren 80 ging hij zijn eigen groepen leiden. Een van die bands leidde hij met Dave Stryker. Slagle richt zich tegenwoordig vooral op het combo. In de jaren 90 en het eerste decennium van de 21ste eeuw toerde hij regelmatig internationaal, ook in Europa.
Slagle heeft verder samengewerkt met o.m. Milton Nascimento, St. Vincent, Elvis Costello, Beastie Boys, en Mac Rebennack (beter bekend als Dr. John).
Slagle geeft les aan Manhattan School of Music, tevens deed hij dat aan Rutgers en The New School (New York-universiteit). Hij heeft clinics gegeven (bijvoorbeeld aan Thelonious Monk Institute) en masterclasses, ook buiten Amerika.
In 2011 verscheen van hem een boek over compositie en improvisatie. Ook schreef hij een boek over zijn leven: "Scenes, Songs and Solos" (Schaffner Press).

## Discografie

### Als leider
- Rio Highlife (Atlantic, 1985)
- Smoke Signals (Panorama, 1989)
- The Steve Slagle Quartet (Steeplechase, 1993)
- Reincarnation (Steeplechase, 1994)
- Spread the Word (Steeplechase, 1995)
- Our Sound (Double-Time, 1996)
- Alto Blue (Steeplechase, 1997)
- Slagle Plays Monk (Steeplechase, 2000)
- New New York (Omnitone, 2000)
- Evensong (Panorama, 2012)
- The Power of Two (Panorama, 2015)
- Alto Manahattan (Panorama, 2016)
- Dedication (Panorama, 2018)

### Als 'sideman'
met Carla Bley
- Live! (WATT, 1982)
- 1983: Mortelle Randonnée (Mercury) – Soundtrack
- I Hate to Sing (WATT, 1984)
- Heavy Heart (WATT, 1984)

met Steve Kuhn
- Motility (ECM, 1977)
- Non-Fiction (ECM, 1978)

met Joe Lovano
- 52nd Street Themes (Blue Note)
- On This Day ... Live at The Vanguard (Blue Note)
- Streams of Expression (Blue Note)

met Mingus Big Band
- Nostalgia in Times Square (Dreyfus)
- Gunslinging Birds (Dreyfus)
- Live in Time (Dreyfus)
- Que Viva Mingus (Dreyfus)

met Dave Stryker
- Trio Mundo: Rides Again (Zoho)
- Trio Mundo Carnaval (Khaeon)
- Shades Beyond (Steeplechase)
- Blue to the Bone III (Steeplechase)
- Changing Times (Steeplechase)
- Blue to the Bone IV (Steeplechase)
- The Stryker/Slagle Band (2001)
- Live at the Jazz Standard (Zoho, 2005)
- Latest Outlook (Zoho, 2007)
- The Scene (Zoho, 2008)
- Keeper (Panorama, 2010)
- Routes (Strikezone, 2016)

met Milton Nascimento
- Encontros e Despedidas (Polygram)

met Beastie Boys
- Hello Nasty (Capitol)

met Ray Barretto
- Handprints (Concord)

met Bill O'Connell
- Rhapsody in Blue (Challenge)
- Zocalo (Savant)
- Imagine (Savant)
- Tabasco (Savant)